# 藤原尊子 (藤原道兼女)
藤原 尊子（ふじわら の そんし/たかこ、永観2年（984年） - 治安2年12月25日（1023年1月19日））は、藤原道兼の長女。母は藤原師輔の娘で一条天皇乳母の繁子。一条天皇女御、後に藤原通任の妻。暗戸屋女御、前御匣殿女御と称された。

## 経歴
父の病没後である長徳4年（998年）、一条天皇に入内。御匣殿別当・従五位上となる。長保2年（1000年）8月に女御宣下を受ける。長保3年（1001年）1月に従四位下、長保6年（1004年）1月に従四位上、寛弘2年（1005年）1月10日に従三位、同年1月13日に正三位、寛弘7年（1010年）1月に従二位に昇進。
寛弘8年（1011年）に一条天皇が崩御し、長和4年（1015年）10月3日に参議の藤原通任へ嫁いだ。治安2年（1023年）12月25日、39歳で死去。
なお、一条天皇・藤原通任との間には共に子は無かった。

## 関連作品
漫画
- 瀧波ユカリ『あさはかな夢みし』講談社